# Visiting Hours
"Visiting Hours" é uma canção do cantor e compositor inglês Ed Sheeran, lançada em 19 de agosto de 2021 como primeiro single promocional do seu futuro quinto álbum de estúdio, =, através da Asylum Records e Atlantic Records.

## Antecedentes e lançamento
Em 2 de março de 2021, o promotor musical australiano Michael Gudinski faleceu enquanto dormia aos 68 anos. Sheeran apresentou pela primeira vez "Visiting Hours" no funeral de Gudinski em 24 de março de 2021 como um tributo a ele na Austrália, apresentando uma performance emocionante. Os amigos próximos de Gudinski e colegas, Kylie Minogue e Jimmy Barnes, também fornecem backing vocals na música. Ele terminou a música durante suas duas semanas de quarentena obrigatória por causa das regras da pandemia do COVID-19 devido à sua decisão de viajar para a Austrália. Em 19 de agosto de 2021, Sheeran lançou a música como uma faixa promocional e anunciou o álbum. Um vídeo de performance ao vivo, que foi filmado na  em Hampstead, Londres, também foi lançado com a música. Sheeran afirmou que ele "terminou de escrever esta música passando por um sofrimento apropriado pela primeira vez, e para mim é uma das músicas mais importantes em = ".